# Zelotes sarawakensis
Zelotes sarawakensis är en spindelart som först beskrevs av Tord Tamerlan Teodor Thorell 1890.  Zelotes sarawakensis ingår i släktet Zelotes och familjen plattbuksspindlar. Inga underarter finns listade i Catalogue of Life.